# Cylindromyia atra
Cylindromyia atra là một loài ruồi trong họ Tachinidae.